# Amorum libri tres
(Matteo Maria Boiardo, Amorum liber primus)
Amorum libri tres, conosciuto anche semplicemente come Canzoniere, è un'opera del poeta rinascimentale Matteo Maria Boiardo, probabilmente la più nota dopo l'Orlando innamorato. La raccolta si compone di 180 testi, scritti fra il 1469 e il 1476, ordinati secondo uno schema preciso di 60 componimenti per libro. Nel primo libro è espressa la gioia dell'amore corrisposto; nel secondo il dolore per il tradimento della donna amata; nel terzo l'aspirazione a un'elevazione spirituale. Il modello è il Canzoniere di Francesco Petrarca, ma vi sono differenze evidenti, sia nella vitalità della rappresentazione della natura (ricca di luci, colori, sensazioni), sia nel linguaggio, che conserva una forte impronta emiliana. Il titolo, di ispirazione ovidiana, si riferisce alla divisione dell'opera in tre libri. Ogni libro è formato di 50 sonetti, e 10 tra canzoni e ballate.
L'opera è dedicata ad Antonia Caprara (citata anche nella prima ottava del secondo libro dell'Innamorato, canto sesto), conosciuta nel 1469 e a lui infedele, tanto di averla lasciata nel 1471, per quanto abbia continuato a scrivere il canzoniere per altri cinque anni.
Il tono è sempre cortese e delicatamente lirico, la lingua è quella tipica del Boiardo ricca di dialettismi e latinismi. Le composizioni scorrono in modo melodioso ed armonico e formano un quadro incantato ed idillico riguardante il più cortese e gentile sentimento d'amore.
Da notarsi i titoli che a volte il Boiardo pone alle composizioni, e in particolar modo a "Capitalias". Capita in Latino sono le lettere iniziali. Con Capitalias (ovvero con le lettere iniziali), il poeta ci suggerisce di guardare la lettera iniziale di ogni verso e, leggendole in verticale, vedremo il nome di Antonia Caprara. L'espediente metrico si rende perfettamente evidente nei primi quattordici sonetti del primo libro dove la prima lettera di ogni sonetto forma il nome dell'amata e a sua volta il quattordicesimo è un Capitalis. Piccole sottigliezze queste che contribuiscono a fare di questo canzoniere uno dei più raffinati e perfetti di tutta la letteratura italiana.
Le atmosfere che si avvertono nell'opera sono delicate, sognanti, fluttuanti e il poeta sembra declamare i suoi versi, ma anche sussurrarli sottovoce preso dai tormenti dell'amore, ora vagheggiando la Primavera, ora lodando l'amata, ora lamentando la crudeltà d'Amore.
Il testo è stato pubblicato nel dicembre 1489 a Reggio Emilia dallo stampatore Francesco Mazolo e nel marzo 1501 a Venezia, quindi da Antonio Panizzi nel 1835, da Gaetano Melzi nel 1845 e da Angelo Solerti nel 1894 (sulla base del Codice 1999 del Museo Britannico [fondo Egerton], datato gennaio 1477 e ritenuto da Carlo Steiner apografo). Un altro codice del XV secolo è il n. 47 di Oxford.
Sulla raccolta hanno scritto, tra i primi, Enrico Thovez e Giulio Bertoni.
| Libro I                              | Libro II                             | Libro III                            |
| ------------------------------------ | ------------------------------------ | ------------------------------------ |
| 7 sonetti                            | 5 sonetti                            | 5 sonetti                            |
| 1 ballata                            | 1 ballata                            | 1 ballata                            |
| 6 sonetti                            | 4 sonetti                            | 5 sonetti                            |
| 1 canzone                            | 1 canzone                            | 1 canzone                            |
| 4 sonetti                            | 5 sonetti                            | 6 sonetti                            |
| 1 ballata                            | 1 ballata                            | 1 ballata                            |
| 4 sonetti                            | 4 sonetti                            | 5 sonetti                            |
| 1 ballata                            | 1 canzone                            | 1 canzone                            |
| 1 sonetto                            | 6 sonetti                            | 5 sonetti                            |
| 1 canzone                            | 1 ballata                            | 1 canzone                            |
| 5 sonetti                            | 4 sonetti                            | 3 sonetti                            |
| 1 canzone                            | 1 canzone                            | 1 ballata                            |
| 3 sonetti                            | 3 sonetti                            | 4 sonetti                            |
| 1 ballata                            | 1 ballata                            | 1 ballata                            |
| 5 sonetti                            | 5 sonetti                            | 7 sonetti                            |
| 1 canzone                            | 1 canzone                            | 1 canzone                            |
| 6 sonetti                            | 4 sonetti                            | 5 sonetti                            |
| 1 canzone                            | 1 ballata                            | 1 ballata                            |
| 5 sonetti                            | 5 sonetti                            | 4 sonetti                            |
| 1 ballata                            | 1 canzone                            | 1 canzone                            |
| 4 sonetti                            | 5 sonetti                            | 1 sonetto                            |
| totale                               | totale                               | totale                               |
| - 50 sonetti - 5 ballate - 5 canzoni | - 50 sonetti - 5 ballate - 5 canzoni | - 50 sonetti - 5 ballate - 5 canzoni |

## Edizioni
- a cura di Giuseppe Prezzolini, Mondadori, Milano, 1926
- a cura di Carlo Steiner, Utet, Torino, 1927
- a cura di Aldo Scaglione, Utet, Torino, 1951, 1966 ISBN 88-02-01877-4
- a cura di Pier Vincenzo Mengaldo, Laterza, Bari, 1962
- a cura di Claudia Micocci, Garzanti, Milano, 1990 ISBN 978-88-11-36401-6
- a cura di Tiziano Zanato, Einaudi, Torino, 1998 ISBN 978-88-06-14713-6
- a cura di Tiziano Zanato, Ed. di storia e letteratura, Roma, 2002 ISBN 978-88-8498-078-6
- a cura di Tiziano Zanato, Interlinea, Novara, 2012 ISBN 978-88-8212-844-9